# جيم فلورا
جيم فلورا (بالإنجليزية: Jim Flora)‏ هو رسام وفنان وكاتب وكاتب للأطفال أمريكي، ولد في 25 يناير 1914 في بيل فونتين في الولايات المتحدة، وتوفي في 9 يوليو 1998 في Rowayton, Connecticut ‏ في الولايات المتحدة بسبب سرطان المعدة.

## وصلات خارجية
- جيم فلورا على موقع ديسكوغز (الإنجليزية)